# Liga Mexicana de Voleibol Varonil
La Liga Mexicana de Voleibol Varonil è la massima serie del campionato messicano di pallavolo maschile: al torneo partecipano sette squadre di club messicane e la squadra vincitrice si fregia del titolo di campione del Messico.

## Albo d'oro
| Anno             | Podio               | Podio                    | Podio                |
| Campione         | Seconda             | Terza                    |                      |
| ---------------- | ------------------- | ------------------------ | -------------------- |
| 2014 Dettagli    | Hidalgo             | Tigres UANL              | Halcones DF          |
| 2015 Dettagli    | Tigres UANL         | Dorados URN              | Virtus Guanajuato    |
| 2016 Dettagli    | Tigres UANL         | Virtus Guanajuato        | Dorados URN          |
| 2017 Dettagli    | Tigres UANL         | Virtus Guanajuato        | Ferrocarrileros IMSS |
| 2018 Dettagli    | Tapatíos de Jalisco | Jaguares de Nuevo Laredo | Tigres UANL          |
| 2019 Dettagli    | Tigres UANL         | Jaguares de Nuevo Laredo | Águilas UAS          |
| 2020 Dettagli    | Virtus Guanajuato   | Tigres UANL              | Tapatíos de Jalisco  |
| 2021             | Non disputato       | Non disputato            | Non disputato        |
| 2022             | Non disputato       | Non disputato            | Non disputato        |
| 2022-23 Dettagli |                     |                          |                      |

## Palmarès
| Squadra             | Titolo | Stagione               |
| ------------------- | ------ | ---------------------- |
| Tigres UANL         | 4      | 2015, 2016, 2017, 2019 |
| Hidalgo             | 1      | 2014                   |
| Tapatíos de Jalisco | 1      | 2018                   |
| Virtus Guanajuato   | 1      | 2020                   |